# Edesa
Edesa fue el nombre histórico de una ciudad de la Mesopotamia superior, refundada sobre otra anterior por Seleuco I Nicátor. La ciudad actual se llama Sanliurfa.

## Historia
Se desconoce el nombre de la ciudad en las inscripciones cuneiformes, pero su nombre posterior fue Osroe (por su fundador legendario, Cosroes I), en siríaco Ourhoï, Ourha en armenio y Er Roha en árabe (Orfa o Sanli Urfa, en su forma común). Seleuco I refundó la ciudad como colonia militar en 303 a. C., y la llamó “Edessa” (en memoria de la ciudad homónima y antigua capital de Macedonia, también llamada Vodena).
A finales del siglo II a. C. con la desintegración de la monarquía seléucida, pasó al protectorado de Partia, para ser conquistada por el Imperio romano en tiempos de Pompeyo, aunque en ocasiones volvió al dominio parto.
El imperio parto dio paso a un renacido imperio persa controlado por la dinastía sasánida, que se apoderó en varias ocasiones de buena parte del este de Anatolia. Los conflictivos, oscilantes y volátiles límites de los imperios romano (y bizantino en adelante) y persa sasánida dieron pie a la batalla de Edesa en 260 d. C., donde el imperio romano sufrió una contundente derrota a manos persas. En esa batalla, el emperador Valeriano fue capturado por los persas, bajo el mando de Sapor I. Los romanos se vieron obligados a ofrecer contrapartidas para recuperar la ciudad, y los prisioneros romanos contribuyeron a construir el ingenioso sistema de irrigación en Shushtar (actual Irán). Esta victoria persa se conmemora en un famoso bajorrelieve en la necrópolis persa de Naqs E Rustam, muy cerca de las ruinas de Persépolis en el actual Irán.
Reconstruida por el Emperador bizantino Justino I (con el nombre de Justinópolis), volvió a ser ocupada por los persas en 609 y reconquistada poco después por el Emperador Heraclio, para caer en manos árabes en 638. Los bizantinos trataron de recuperarla en distintas ocasiones, sobre todo con Romano I Lecapeno en el siglo X. En 1031 fue entregada a los bizantinos por su gobernador árabe, pero luego fue reocupada por los árabes y finalmente por los turcos selyúcidas en 1087.
Los cruzados la conquistaron en 1099, convirtiéndose así en la capital del primer Estado cruzado, el condado de Edesa, que existió hasta la pérdida de la ciudad en 1144, reconquistada por Zengi. Desde entonces, estuvo en manos de los sultanes de Alepo, los mongoles, los mamelucos y, de 1517 a 1918, formó parte del Imperio otomano.
En la historia De la Iglesia, la ciudad es recordada como una de las primeras en adoptar el cristianismo como religión oficial, por el presunto intercambio de correspondencia del rey Abgaro V con Jesús de Nazaret (falsa, pero considerada auténtica por Eusebio y otros historiadores) y por su obispo Jacobo Baradeo, líder de los monofisitas sirios, conocidos, por su nombre, como Jacobitas.

## Galería

El Condado de Edesa del Estado Cruzado en 1135.
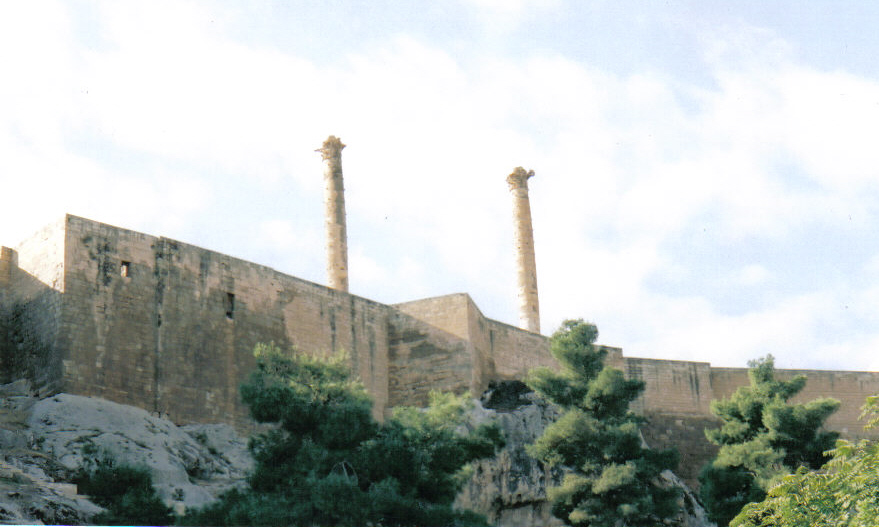
La herencia de la Edesa romana aún pervive en las columnas del yacimiento del castillo de Urfa, que dominan la ciudad actual de Şanlıurfa.
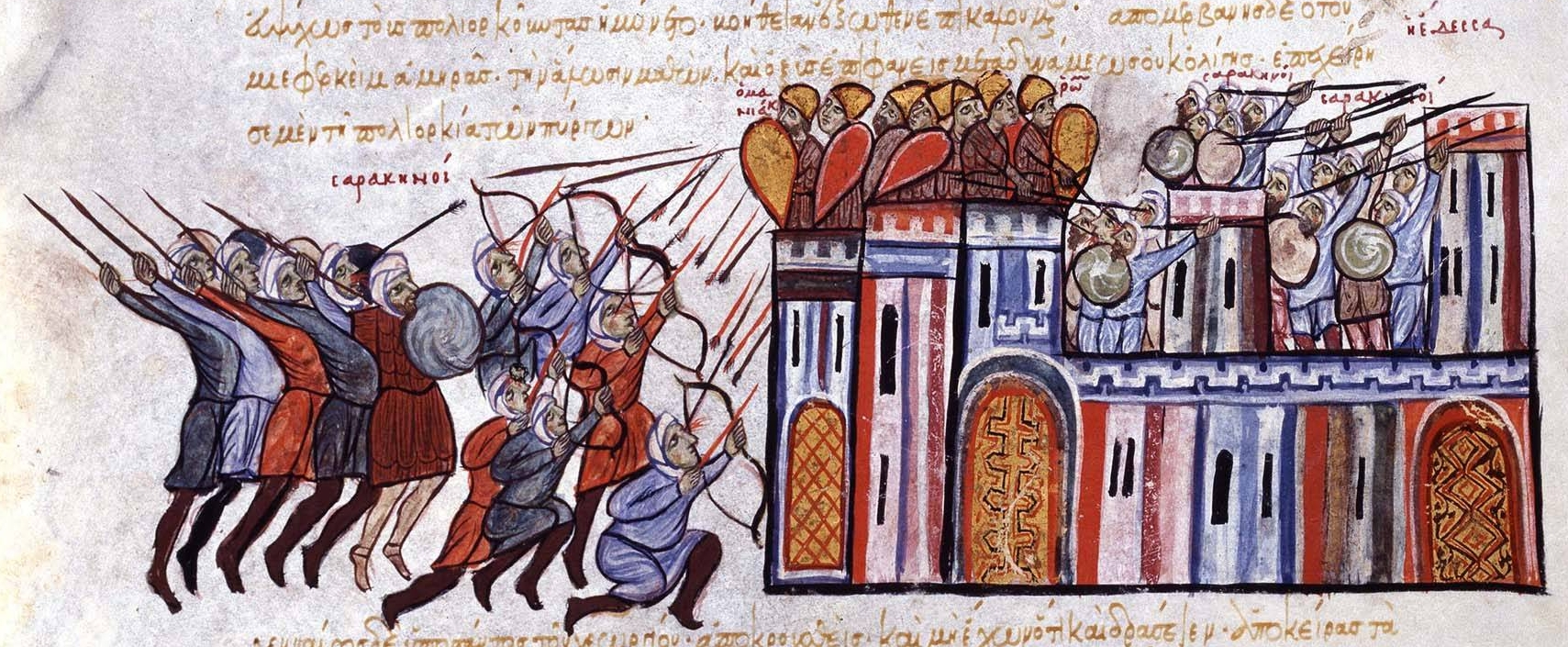
Toma de Edesa en 1031 por el ejército bizantino al mando de Georgios Maniaces, y contraataque árabe. Miniatura del Skylitzes Matritensis.
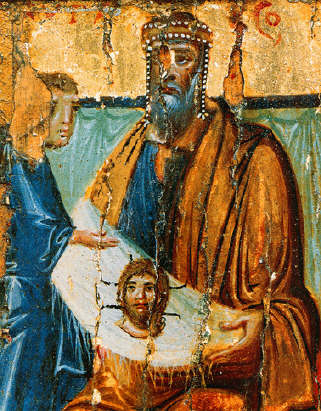
El rey Abgaro sostiene la Imagen de Edesa.